# Łutynówko
Łutynówko (deutsch Wenigsee) ist ein Dorf in der polnischen Woiwodschaft Ermland-Masuren. Es gehört zur Gmina Olsztynek (Stadt- und Landgemeinde Hohenstein i. Ostpr.) im Powiat Olsztyński (Kreis Allenstein).

## Geographische Lage
Łutynowko liegt 200 Meter östlich des Wenigsees (polnisch Jezioro Łutynówko, auch: Jezioro Wenyk) im südlichen Westen der Woiwodschaft Ermland-Masuren, 29 Kilometer südöstlich der früheren Kreisstadt Osterode in Ostpreußen (polnisch Ostróda) bzw. 25 Kilometer südwestlich der heutigen Kreismetropole und Woiwodschaftshauptstadt Olsztyn (deutsch Allenstein).

## Geschichte
Das kleine Gutsdorf Wenigsee wurde 1874 in den neu errichteten Amtsbezirk Hohenstein i. Ostpr.-Land (polnisch Olsztynek) im Kreis Osterode in Ostpreußen eingegliedert. Im Jahre 1910 zählte Wenigsee 42 Einwohner.
Aufgrund der Bestimmungen des Versailler Vertrags stimmte die Bevölkerung in den Volksabstimmungen in Ost- und Westpreußen am 11. Juli 1920 über die weitere staatliche Zugehörigkeit zu Ostpreußen (und damit zu Deutschland) oder den Anschluss an Polen ab. In Wenigsee stimmten 40 Einwohner für den Verbleib bei Ostpreußen, auf Polen entfielen keine Stimmen.
Am 30. September 1928 verlor der Gutsbezirk Wenigsee seine Selbständigkeit und wurde nach Lautens (polnisch Łutynowo) eingemeindet.
In Kriegsfolge kam 1945 das gesamte südliche Ostpreußen zu Polen. Wenigsee erhielt die polnische Namensform „Łutynówko“ und ist heute mit dem Sitz eines Schulzenamts (polnisch Sołectwo) eine Ortschaft im Verbund der Stadt- und Landgemeinde Olsztynek (Hohenstein i. Ostpr.) im Powiat Olsztyński (Kreis Allenstein), bis 1998 der Woiwodschaft Olsztyn, seither der Woiwodschaft Ermland-Masuren mit Sitz in Olsztyn (Allenstein) zugehörig.

## Kirche
Bis 1945 war Wenigsee in die evangelische Pfarrkirche Hohenstein (Ostpreußen) in der Kirchenprovinz Ostpreußen der Kirche der Altpreußischen Union, außerdem in die römisch-katholische Herz-Jesu-Kirche in Hohenstein, Bistum Ermland, eingepfarrt.
Heute gehört Łutynówko zur katholischen Stadtkirche Olsztynek im Dekanat Olsztynek des Erzbistums Ermland sowie zur evangelischen Kirchengemeinde Olsztynek, einer Filialgemeinde von Olsztyn in der Diözese Masuren der Evangelisch-Augsburgischen Kirche in Polen.

## Verkehr
Łutynówko liegt an einer Nebenstraße, die von Olsztynek (Hohenstein i. Ostpr.) über Łutynowo (Lautens) nach Waplewo (Waplitz) führt. Eine Anbindung an den Bahnverkehr besteht nicht.

## Persönlichkeit
- Paul Josupeit (1891–1954), deutscher Verwaltungsjurist